# Chiesa di Sant'Antonio (Ortisei)
La chiesa di Sant'Antonio (Dlieja de San Antone in ladino, St.-Antonius-Kirche in tedesco) a Ortisei è una chiesa situata nel centro del paese.

## Storia
Fu edificata tra 1673 e 1676 dall'artista di Chiusa Jakob Oberhofer, e consacrata nel 1680.

## Descrizione
L'edificio si presenta con una semplice struttura a capanna e tetto fortemente spiovente ed è a prevalente stile rinascimentale, sia pure integrato da elementi barocchi.
Sulla semplice facciata si apre un portale rettangolare affiancato da due finestre e sormontato da una nicchia recante una scultura del santo eponimo. In asse con il portale e la nicchia si aprono più in alto una finestra quadrilobata e un oculo semicircolare.
L'interno a navata unica voltata a botte è connotato da modanature architettoniche di gusto rinascimentale e apparato iconografico e scultoreo barocco. I dipinti, le vetrate e le statue raffigurano scene della vita di sant'Antonio di Padova. Notevole, in particolare, il pulpito seicentesco e le statue lignee dello scultore locale Martin Vinazer, mentre l'altare centrale e quelli laterali (dedicati all'Immacolata Concezione e all'arcangelo Michele) sono opere tardo-ottocentesche dello svizzero Melchior Paul von Deschwanden e del gardenese Josef Moroder-Lusenberg.
Sull'abisde rettangolare si innesta la torre campanaria, alla sommità della quale svetta una cupola a cipolla.